# Antonio Rojano
Antonio Raúl Rojano (Salliqueló, 27 aprile 1991) è un calciatore argentino, centrocampista svincolato.